# Heilig Hartbeeld (Dreumel)
Het Heilig Hartbeeld is een standbeeld in de Nederlandse plaats Dreumel.

## Achtergrond
Het Heilig Hartbeeld van August Falise werd in 1926 geplaatst voor het patronaat 'St. Tarcisius'. Het staat tegenwoordig op het voorplein van de R.K. St. Barbarakerk. Het beeld werd gegoten door de Brusselse gieterij J.P. Etermann.

## Beschrijving
De Christusfiguur staat op een halve bol, die voorzien is van een fries met golfmotief. Hij toont zijn handen met stigmata en op zijn borst een vlammend hart. Het beeld staat op een vierkante bakstenen sokkel, die wordt afgesloten met een rollaag. Op de voorzijde van het voetstuk de tekst 

ZIET UW KONING

## Waardering
Het beeldhouwwerk is erkend als rijksmonument, onder meer "als een gaaf bewaard gebleven voorbeeld van in de katholieke traditie staande beeldhouwkunst uit het interbellum van de hand van de bekende katholieke Wageningse beeldhouwer A. Falise binnen wiens oeuvre de sculptuur een belangrijke plaats inneemt. Het beeld vormt een van de weinige in brons uitgevoerde H. Hartbeelden van zijn hand."